# Облога Нарви (1704)

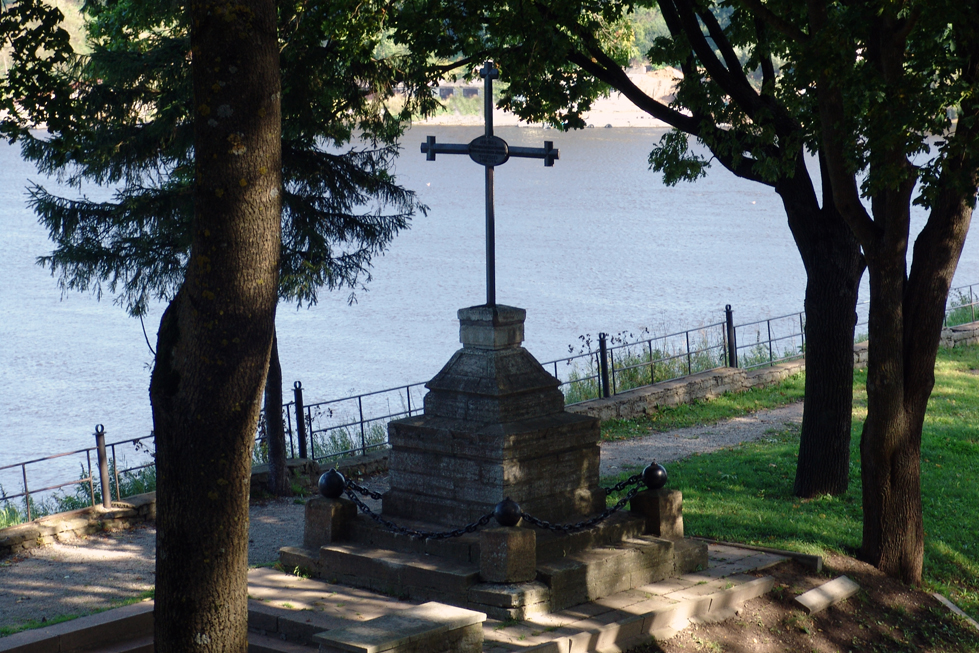
Пам'ятний знак в Нарві

Облога Нарви була другою облогою шведського міста Нарва під час Великої Північної Війни, у результаті якої місто було захоплено Московським царством 9 серпня 1704 із наступними масовими вбивствами шведського населення.
За чотири роки після першої битви під Нарвою, Петро I прибув знов з метою захопити Нарву та ліквідувати Інгрію як шведську сировинну базу. 24 червня 20 000 армія під командуванням Б. Шереметьєва захопила Тарту. Після чого він обложив Нарву. Гарнізон міста під командуванням генерал-майора Р. Горна складався з 3 800 піхотинців і 1 300 кавалеристів. Московські війська провели три фронтальні атаки і після довготривалої битви захопили Нарву, після штурму вони вирізали містян доки Петро І не зупинив їх. Генерал Горн, декілька офіцерів і велика кількість шведських солдатів потрапила в полон, втрати становили близько 3 200. Московити, незважаючи на успіх, також зазнали важких втрат — 13 000 втрат під час облоги, з них 8000 — в ході кінцевого штурму.
Також у серпні Петро I підписав Нарвський договір. 11 вересня у дворі ратуші жителі Нарви, що залишилися в живих, присягнули на вірність Петру I, і місто було включено до складу Російського царства.